# Felix Kaspar
Felix Kaspar (ur. 14 stycznia 1915 w Wiedniu, zm. 5 grudnia 2003 w Bradenton) – austriacki łyżwiarz figurowy, startujący w konkurencji solistów. Wicemistrz olimpijski z Garmisch-Partenkirchen (1936), dwukrotny mistrz świata (1937, 1938), dwukrotny mistrz Europy (1937, 1938) oraz mistrz Austrii (1937).
Na początku II wojny światowej wyjechał do Australii na występy łyżwiarskie, gdzie poznał swoją żonę June (byli małżeństwem 54 lata, aż do jego śmierci w 2003 roku). Mieli córkę Cherie, która osiedliła się w Bostonie. Po wojnie wyjechał do Kalifornii, gdzie został trenerem łyżwiarstwa. Po przejściu na emeryturę w 1989 roku wraz z żoną zamieszkali na Florydzie. Zmarł w wieku 88 lat na chorobę Alzheimera.

## Osiągnięcia
| Zawody               | 1934           | 1935           | 1936           | 1937           | 1938           |                |                |                |                |                |                |                |                |                |                |                |                |
| Międzynarodowe       | Międzynarodowe | Międzynarodowe | Międzynarodowe | Międzynarodowe | Międzynarodowe | Międzynarodowe | Międzynarodowe | Międzynarodowe | Międzynarodowe | Międzynarodowe | Międzynarodowe | Międzynarodowe | Międzynarodowe | Międzynarodowe | Międzynarodowe | Międzynarodowe | Międzynarodowe |
| -------------------- | -------------- | -------------- | -------------- | -------------- | -------------- | -------------- | -------------- | -------------- | -------------- | -------------- | -------------- | -------------- | -------------- | -------------- | -------------- | -------------- | -------------- |
| Igrzyska olimpijskie |                |                | 3              |                |                |                |                |                |                |                |                |                |                |                |                |                |                |
| Mistrzostwa świata   |                |                | 3              | 1              | 1              |                |                |                |                |                |                |                |                |                |                |                |                |
| Mistrzostwa Europy   | 7              | 2              | 4              | 1              | 1              |                |                |                |                |                |                |                |                |                |                |                |                |
| Krajowe              |                |                |                |                |                |                |                |                |                |                |                |                |                |                |                |                |                |
| Mistrzostwa Austrii  |                |                |                | 1              |                |                |                |                |                |                |                |                |                |                |                |                |                |

## Nagrody i odznaczenia
- Światowa Galeria Sławy Łyżwiarstwa Figurowego – 1998[7]